# Nathaniel Wallich
Nathaniel Wallich (Copenaghen, 28 gennaio 1786 – Londra, 28 aprile 1854) è stato un medico e botanico danese che ha trascorso gran parte della sua carriera in India.